# Primal Fear (filme)
Primal Fear (bra As Duas Faces de um Crime; prt A Raiz do Medo) é um filme estadunidense de 1996, do gênero suspense, dirigido por Gregory Hoblit, com roteiro de Steve Shagan e Ann Biderman baseado no romance Primal Fear, de William Diehl.
Esse filme projetou internacionalmente a cantora portuguesa Dulce Pontes, com sua gravação da "Canção do Mar".

## Prêmios e indicações
| Prêmio             | Categoria               | Recipiente    | Resultado |
| ------------------ | ----------------------- | ------------- | --------- |
| BAFTA 1997         | Melhor ator coadjuvante | Edward Norton | Indicado  |
| Globo de Ouro 1997 | Melhor ator coadjuvante | Edward Norton | Venceu    |
| Oscar 1997         | Melhor ator coadjuvante | Edward Norton | Indicado  |

## Sinopse
Advogado bem-sucedido e egocêntrico é chamado para defender rapaz acusado de matar um arcebispo em Chicago. Ao investigar o caso, descobre fatos sinistros sobre o crime.

## Elenco
- Richard Gere .... Martin Vail
- Laura Linney .... Janet Venable
- John Mahoney .... John Shaughnessy
- Alfre Woodard .... juíza Miriam Shoat
- Frances McDormand .... dra. Molly Arrington
- Terry O'Quinn .... Bud Yancy
- Andre Braugher .... Tommy Goodman
- Steven Bauer .... Joey Pinero
- Joe Spano .... capitão Abel Stenner
- Tony Plana .... Martinez
- Stanley Anderson .... arcebispo Richard Rushman
- Maura Tierney .... Naomi Chance
- Jon Seda .... Alex
- Reg Rogers .... Jack Connerman
- Edward Norton .... Aaron Stampler